# Modest Romiszewski (major)
Modest Romiszewski (ur. 26 grudnia 1894 w Warszawie, zm. wiosna 1940 w Charkowie) – major kawalerii Wojska Polskiego, kawaler Orderu Virtuti Militari, ofiara zbrodni katyńskiej.

## Życiorys
Syn Modesta, generała armii rosyjskiej, i Ludwiki z Lortschów.
W 1914 roku ukończył Korpus Paziów w Petersburgu. W latach 1914–1917 służył w armii rosyjskiej, następnie po rewolucji wstąpił do tworzonych polskich jednostek na wschodzie m.in. do II Korpusu Polskiego. W latach 1918–1921 służył w 4 Dywizji Strzelców Polskich generała Żeligowskiego, a następnie w 14 pułku ułanów w wojnie polsko-bolszewickiej.
Po zakończeniu działań wojennych pozostał w wojsku. W 1922 roku został zweryfikowany do stopnia rotmistrza kawalerii ze starszeństwem z dniem 1 czerwca 1919 roku i służył w VI Brygadzie Jazdy jako I oficer sztabu oddelegowany z 14 pułku ułanów. W 1924 roku powrócił do 14 pułku. W tym samym roku został awansowany na majora kawalerii ze starszeństwem z dniem 15 sierpnia 1924 roku. Później służył w Oficerskiej Szkole dla Podoficerów w Bydgoszczy. W czerwcu 1927 został przeniesiony do 3 pułku strzelców konnych w Wołkowysku na stanowisko kwatermistrza. W styczniu 1929 został przeniesiony do 2 pułku ułanów w Suwałkach na takie samo stanowisko. W marcu 1930 został przeniesiony na stanowisko rejonowego inspektora koni w Białymstoku. Służbę na tym stanowisku pełnił do 1939.

Walczył w kampanii wrześniowej, po agresji ZSRR na Polskę dostał się do niewoli sowieckiej i został przewieziony do obozu w Starobielsku. Wiosną 1940 roku zamordowany przez funkcjonariuszy NKWD w Charkowie i pogrzebany potajemnie w bezimiennej mogile zbiorowej w Piatichatkach, gdzie od 17 czerwca 2000 roku mieści się oficjalnie Cmentarz Ofiar Totalitaryzmu w Charkowie. Figuruje na Liście Starobielskiej NKWD pod poz. 2856.
5 października 2007 roku minister obrony narodowej Aleksander Szczygło – decyzją nr 439/MON – mianował go pośmiertnie na stopień podpułkownika. Awans został ogłoszony 9 listopada 2007 roku w Warszawie, w trakcie uroczystości „Katyń Pamiętamy – Uczcijmy Pamięć Bohaterów”.

## Ordery i odznaczenia
- Krzyż Srebrny Orderu Wojskowego Virtuti Militari (1921)[19]
- Krzyż Walecznych
- Złoty Krzyż Zasługi (19 marca 1936)[20]
- Medal Pamiątkowy za Wojnę 1918–1921
- Medal Dziesięciolecia Odzyskanej Niepodległości